# Хлопін Григорій Віталійович
Хлопін Григорій Віталійович (1863 — 1929) — російський гігієніст, педагог.
Закінчив у 1886 фізико-математичний факультет Санкт-Петербурзького університету, а в 1893 — медичний факультет Московського університету (1893).
Працював лаборантом в санітарній лабораторії Пермського губернського земства та редагував «Сборник Пермского Земства». Після закінчення медичного факультету — лаборант Гігієнічного інституту Московського університету під керівництвом професора Ф. Ф. Ерісмана. Після захисту дисертації на звання доктора медицини у 1896, був призначений на посаду нештатного екстраординарного професора гігієни в Юр'євського університету, а з 1899 — ординарного професора. Редагував «Сборник работ гигиенической лаборатории Юрьевского университета». Згодом працював на посаді професора Новоросійського університету (1903). З 1904 став викладати на кафедрі гігієни Санкт-Петербурзького жіночого медичного інституту. Професор в Клінічному інституті Санкт-Петербургу (з 1906). Викладав в Воєнно-медичній академії (з 1918). Створив і очолив у 1925 Інститут профілактичних наук імені З. П. Соловйова.
Основні праці присвячені проблемам водозабезпечення та каналізації, шкільної та професійної гігієни, воєнно-санітарної справи, гігієни розумової праці. Розробив оригінальні методи гігієнічних досліджень (методи хімічного аналізу харчових продуктів, підрахунку вмісту озону в повітрі, кисню у воді та повітрі та ін.).